# Михай I
Михай I (на румънски: Maiestatea Sa Mihai I Regele Românilor) е крал на Румъния от 20 юли 1927 до 8 юни 1930 година и от 6 септември 1940 до 30 декември 1947 година.
Михай е прапраправнук на кралица Виктория и трети братовчед на кралица Елизабет II. Женен е за Анна Бурбон-Пармска, от която има 5 дъщери.

## Биография
Роден е на 25 октомври 1921 г. През 1925 г. бащата на Михай Карол II се отказва от престолонаследничеството и така 4-годишният Михай става наследник на дядо си Фердинанд. След смъртта на последния през 1927 г. малкият крал се възкачва на престола с регенти. Първият период на царуването му продължава до 1930 г. Тогава политици, недоволни от регентството, канят Карол II да се завърне в страната. Карол се възкачва на престола и остава на него 10 години.
През 1940 г. маршал Йон Антонеску извършва преврат, с който сваля Карол от трона. Тогава 19-годишният Михай отново се възкачва на престола, но няма никаква реална власт. Румъния се включва във Втората световна война на страната на Оста. В първите години от войната страната успява да си върне загубените чрез споразумения територии на Бесарабия и (частично) Трансилвания. Макар войната да върви успешно в първите години, в периода 1943 – 1944 година Румъния изпада в криза и хиперинфлация.
Кралят, който е против режима на Антонеску, се обединява с опозиционните партии на комунисти, царанисти и либерали. На 23 август 1944 г., след нахлуването на Червената армия в Румъния, той организира държавен преврат и сваля Антонеску от власт. Министър-председател на Румъния става Константин Санетеску, а страната остава окупирана от съветските войски, които до края на годината настъпват в Унгария, България и териториите, принадлежали на Югославия.
Страната попада под влиянието на Съветския съюз, като е установено правителство на комунисти. След това, според стратегията на Сталин и с подкрепата на съветските войски, Румънската комунистическа партия постепенно елиминира своите противници. В този период държавата е характеризирана като „социалистическа монархия“, а Михай е наречен „кралят комсомолец“. С указ на Президиума на Върховния съвет на СССР кралят е награден на 6 юли 1945 г. с орден „Победа“, ставайки най-младият негов кавалер.
В края на 1947 г. Михай, принуден от правителството на Петру Гроза, абдикира; монархията е заменена с народна република. Бившият крал се установява в Швейцария, където става летец и работи в авиокомпания.
През 1992 г., три години след революцията от 1989 г., румънското правителство разрешава на Михай да се върне в страната за великденските празници. Завърналият се крал привлича огромни тълпи от хора, според някои надхвърлящи един милион души. Популярността му обезпокоява президента Йон Илиеску, който забранява достъпа на Михай до Румъния за следващите пет години. През 1997 г., след като Илиеску е победен на изборите предишната година, правителството възстановява румънското гражданство на Михай и отново му разрешава да пребивава в страната.
През 2005 г. е награден от руския президент Владимир Путин с юбилейния орден „60 лет Победы“.
Умира на 5 декември 2017 г.